# 普雷利茨湖
53°21′58″N 12°45′55″E / 53.36611°N 12.76528°E
普雷利茨湖（德語：Prelitzsee），是德國的湖泊，位於該國東北部梅克倫堡-前波美拉尼亞州，由梅克倫堡湖區郡負責管轄，長0.3公里、寬0.2公里，面積0.05平方公里，海拔高度62米。